# Southgate (Michigan)
Southgate é uma cidade localizada no estado americano do Michigan, no Condado de Wayne.

## Demografia
Segundo o censo americano de 2000, a sua população era de 30.136 habitantes.
Em 2006, foi estimada uma população de 29.215, um decréscimo de 921 (-3.1%).

## Geografia
De acordo com o United States Census Bureau tem uma área de 17,8 km², dos quais 17,8 km² cobertos por terra e 0,0 km² cobertos por água.

## Localidades na vizinhança
O diagrama seguinte representa as localidades num raio de 8 km ao redor de Southgate.